# Nisza ekologiczna

Pojęcie wielowymiarowej niszy ekologicznej jest ilustrowane przykładem niszy 3-wymiarowej, w której „wymiarami” są czynniki X, Y i Z. Na rysunku przedstawiono schemat częściowo nakładających się nisz dwóch gatunków; przykład jednej z nich opisano symbolami czynników X, Y, Z z dolnymi indeksami d i g, które oznaczają minimalną i maksymalną wartość czynnika – dolną i górną granicę zakresu tolerancji.

Kształt krzywych wzrostu liczebności populacji Paramecium aurelia (Pantofelek) i Stylonychia (Orzęski); eksperyment G.F. Gausego (1934), sugerujący poprawność zasady wypierania. W innych eksperymentach był osiągany stan, w którym liczebności obu gatunków utrzymywały się na stałym poziomie (np. konkurencja pantofelków P. aurelia i P. bursaria)

Nisza ekologiczna – miejsce i funkcja organizmów w strukturze ekosystemu.

## Rys historyczny

### Koncepcja Josepha Grinnella
Pojęcie „nisza” zostało użyte po raz pierwszy w roku 1904 przez amerykańskiego botanika, Josepha Grinnella, który określił w ten sposób zbiór cech gatunku, związany ze zbiorem jego wymagań siedliskowych; definicja dotyczyła przede wszystkim zakresów abiotycznych czynników ekologicznych (temperatura, wilgotność, nasłonecznienie, zasolenie, stężenie tlenu, zob. zakres tolerancji), które umożliwiają życie, rozwój i rozmnażanie się (np. nisza określonego gatunku pingwinów na Antarktydzie).

### Koncepcja Charlesa S. Eltona
W roku 1927 Ch.S. Elton wprowadził definicję, zgodnie z którą nisza oznacza miejsce wszystkich organizmów, które pełnią określone funkcje w strukturze ekosystemu (np. wszystkie występujące w ekosystemie gatunki „nasionojadów” lub wszyscy producenci nasion). Kierując się taką definicją można mówić np., że „niszę eltonowską” pingwinów z Antarktydy w Arktyce wypełniają alki. E.P. Odum wyraził się, że Grinnell podał „adres” opisywanego gatunku, a Ch.S. Elton – jego „zawód”.
Stwierdzono, że różne populacje konkurują o korzystne dla nich czynniki, co może prowadzić do wypierania słabszych ze wspólnej niszy. Sformułowano tzw. „zasadę wypierania”, która bywa nazywana zasadą Gausego lub „hipotezą Gausego”, mimo że – według Ch.J. Krebsa – Gieorgij Gause nigdy nie sformułował w sposób formalny takiej zasady. Opinie podobne do „hipotezy Gausego” formułowali wcześniej m.in. J. Grinnell (1905) i Albert Monard (1922), a z mikrobiologicznych eksperymentów Gausego wynikało, że dwa konkurujące gatunki mogą ze sobą współwystępować nawet w przestrzeni jednorodnej, np. w warunkach laboratoryjnej hodowli pantofelków.
Analizując problemy długotrwałej konkurencji o zasoby przyjmuje się, że ewolucja konkurujących gatunków prowadzi do takiego przemieszczania się ich nisz, które maksymalizuje stopień wykorzystania zasobów siedliska, a równocześnie minimalizuje konkurencję. Jeżeli analizowanym czynnikiem ekologicznym jest np. wielkość nasion, będących pożywieniem dwóch gatunków ptaków, to dobór naturalny uprzywilejowuje te organizmy, które są zdolne do korzystania z zasobów niezagospodarowanych – zachodzi przystosowanie obu gatunków do spożywania większych lub mniejszych nasion (rozsuwanie się lub zbliżanie nisz). Takie przystosowania zachodzą tak długo, dopóki nie zostanie osiągnięty stan niewielkiej konkurencji, tolerowanej przez oba gatunki (na znaczenie przystosowań organizmów zwracał uwagę David Lack już roku 1947).
Przypadki wspólnego wykorzystywania jednej niszy ekologicznej w warunkach naturalnych są trudniejsze do jednoznacznego stwierdzenia. Wspólna eksploatacja zasobów siedliska bywa pozorna; ze względu na niejednolitość naturalnych siedlisk możliwe są różne sposoby podziału ich zasobów między gatunki, np. wyodrębnienie miejsc na drzewach, chętniej eksploatowanych przez różne gatunki ptaków lub korzystanie z określonych części roślin przez roślinożerców.

### Koncepcja G. Evelyna Hutchinsona
Obie koncepcje „niszy” – Grinnella i Eltona – połączył w 1957 roku G. Evelyn Hutchinson, który zaproponował definicję uwzględniającą znaczenie wszystkich czynników ekologicznych – abiotycznych i biotycznych, w tym przede wszystkim konkurencji. G.E. Hutchinson stwierdził, że niszę ekologiczną można rozpatrywać jako n-wymiarową przestrzeń (np. liniową), której „wymiarami” są abiotyczne i biotyczne czynniki ekologiczne.
Wewnątrz wielowymiarowej przestrzeni, wyznaczonej przez wartości wszystkich czynników ekologicznych, Hutchinson wyróżnił podprzestrzeń, której wymiarami są podstawowe czynniki abiotyczne – fizyczne i chemiczne (analogia do „niszy grinnellowskiej”). Ta część całej przestrzeni jest nazywana niszą podstawową, fundamentalną lub potencjalną (ang. fundamental niche FN). Najbardziej sprzyjają gatunkowi warunki panujące w centrum przestrzeni FN. Nisza realizowana (ang. realized niche, RN) – część FN, która jest zajmowana przez organizmy w rzeczywistości – mieści się wewnątrz niszy podstawowej. Zmniejszenie wymiarów dostępnej niszy jest spowodowane oddziaływaniem innych gatunków. Początkowo rozpatrywano przede wszystkim intensywność konkurencji z innymi organizmami o wspólnie użytkowane zasoby, a następnie również inne rodzaje zależności międzygatunkowych, np. drapieżnictwo. Intensywność tych oddziaływań (antagonistycznych lub nieantagonistycznych) znajduje wyraz m.in. w wartościach odpowiednich współczynników interakcji, wyznaczanych w warunkach rzeczywistych, które są wprowadzane do równań opisujących dynamikę liczebności współistniejących populacji (zob. np. wykładniczy i logistyczny wzrost oraz oscylacje i fluktuacje liczebności populacji). Takie współczynniki występują np. w równaniu Roberta MacArthura i Richarda Levinsa (1967), opisującym szybkość wzrostu liczebności populacji gatunku {\displaystyle i} {\displaystyle (N_{i})} w warunkach konkurencji (przekształcone równanie Lotki-Volterry):
{\displaystyle {\frac {dN_{i}}{dt}}=r_{i}N_{i}{\frac {K_{i}-\sum \limits _{i=1}^{s}\alpha _{i,j}N_{j}}{K_{i}}},}
gdzie:
{\displaystyle s} – liczba konkurujących gatunków,
{\displaystyle \alpha _{i,j}} – współczynnik interakcji między gatunkami {\displaystyle i} i {\displaystyle j} gatunków,
{\displaystyle K} – pojemność środowiska.

## Współczesne badania nisz ekologicznych i modelowanie ekosystemów

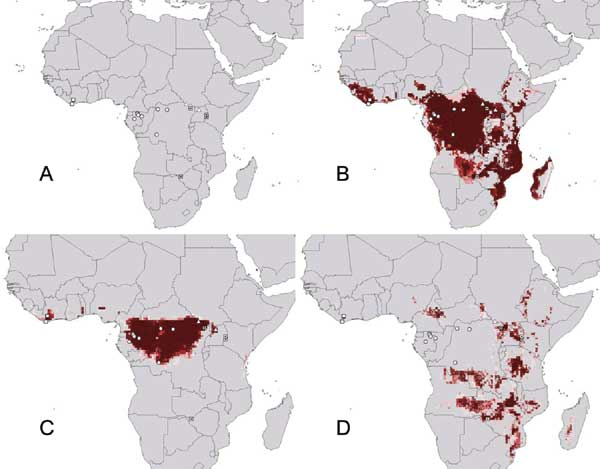
Przykład zastosowania modelowania ekosystemów do analiz rozprzestrzeniania się filowirusa Disease (VHF), wywołującego gorączkę krwotoczną w Afryce (zob. gorączka krwotoczna Ebola)

Sformalizowanie w połowie XX w. pojęcia n-wymiarowej niszy ekologicznej (niszy Hutchinsona) było początkiem poszukiwań matematycznych modeli ekosystemów, pozwalających rozwiązywać nie tylko problemy przepływu energii w sieciach troficznych (energetyka biocenoz), ale również zagadnienia różnorodności gatunkowej, liczebności poszczególnych populacji w ekosystemach i ich geograficznego rozmieszczenia. Poszukiwaniom sprzyjał szybki rozwój technik obliczeniowych, a towarzyszył im wzrost zainteresowania tematem (spowodowany m.in. lękiem przed zachwianiem równowagi w biosferze). Mimo dużego zaangażowania wielu ośrodków badawczych prace nie zostały zakończone – wciąż trwają poszukiwania użytecznych w praktyce metod prognozowania zmian struktury ekosystemów, które zachodzą lub mogą zajść m.in. pod wpływem zmian klimatu lub oddziaływania gatunków zawleczonych i inwazyjnych. Podobne metody obliczeń są stosowane m.in. w czasie modelowania rozprzestrzeniania się epidemii. Zakres prowadzonych poszukiwań ilustruje wykaz publikacji cytowanych w artykule Roberta D. Holta pt. Bringing the Hutchinsonian niche into the 21st century: Ecological and evolutionary perspectives (2009), w tym następujące artykuły z lat 2000–2009 z wyrazem „niche” w tytule:

- H.R. Pulliam, On the relationship between niche and distribution. Ecol Lett 3:349–361 (2000),
- W.J. Bond, J.J. Midgley, Ecology of sprouting in woody plants: The persistence niche. Trends Ecol Evol 16:45–51 (2001).
- A.T. Peterson, Predicting species’ geographic distributions based on ecological niche modeling. Condor 103:599–605 (2001),
- J.M. Chase, M.A. Leibold, Ecological Niches: Linking Classical and Contemporary Approaches (Univ Chicago Press, Chicago 2003),
- F.J. Odling-Smee, Niche Construction: The Neglected Process in Evolution (Princeton Univ Press, Princeton) (2003),
- A.T. Peterson, R.D. Holt, Niche differentiation in Mexican birds: Using point occurrence data to detect ecological innovation. Ecol Lett 6:774–782,
- R.D. Holt i wsp., Allee effects, immigration, and the evolution of species’ niches. Am Nat 163:253–262 (2004) (2003),
- J.J. Wiens, C.H. Graham, Niche conservatism: Integrating evolution, ecology, and conservation biology. Annu Rev Ecol Evol 36:519–539 (2005),
- A. Guisan i wsp., Using niche-based models to improve the sampling of rare species. Conserv Biol 20:501–511 (2006),
- P. Seguardo i wsp., Consequences of spatial autocorrelation for niche-based models. J Appl Ecol 43:433–444 (2006),
- H.J. Knouft Phylogenetic analysis of the evolution of the niche in lizards of the Anolis sagrei group. Ecology 87:S29–S38 (2006),
- H.T. Murphy, J. Lovett-Doust, Accounting for regional niche variation in habitat suitability models. Oikos 116:99–110 (2007),
- M. Pfenninger i wsp., Intraspecific range dynamics and niche evolution in Candidula land snail species. Biol J Linn Soc 90:303–317 (2007),
- O. Broennimann i wsp., Evidence of climatic niche shift during biological invasion. Ecol Lett 10:701–709 (2007),
- P.B. Pearman i wsp., Niche dynamics in space and time. Trends Ecol Evol 23:149–158 (2007),
- J. Soberon, Grinnellian and Eltonian niches and geographic distributions of species. Ecol Lett 10:1115–1123 (2007)[18],
- H.L. Hooper i wsp., The ecological niche of Daphnia magna characterized using population growth rate. Ecology 89:1015–1022 (2008),
- G. Parolo G i wsp., Toward improved species niche modeling: Arnica montana in the Alps as a case study. J Appl Ecol 45:1410–1418 (2008),
- S.K. Ebeling, Predicting the spread of an invasive plant: Combining experiments and ecological niche models. Ecography 31:709–710 (2008),
- A. Hirzel, G. Le Lay, Habitat suitability modeling and niche theory. J Appl Ecol 45:1372–1381 (2008),
- J.B. Losos, Phylogenetic niche conservatism, phylogenetic signal and the relationship between phylogenetic relatedness and ecological similarity among species. Ecol Lett 11:995–1003 (2008),
- D.L. Warren i wsp., Environmental niche equivalency versus conservatism: Quantitative approaches to niche evolution. Evolution (Lawrence, Kans.) 62:2868–2883 (2008),
- K.A. Moore, Fluctuating patch boundaries in a native annual forb: The roles of niche and dispersal limitation. Ecology 90:378–387 (2009),
- J.J. Wiens, Commentary on Losos: Niche conservatism déjà vu. Ecol Lett 11:1004–1005 (2008),
- M.O. Hoogenboom, S.R. Connolly, Defining fundamental niche dimensions of corals: Synergistic effects of colony size, light, and flow. Ecology 90:767–780 (2008)
- J.S. Thorn, Ecological niche modeling as a technique for assessing threats and setting conservation priorities for Asian slow lorises (Primates: Nycticebus) Divers Distrib 15:289–298 (2009).